# إنكار الإبادة الجماعية

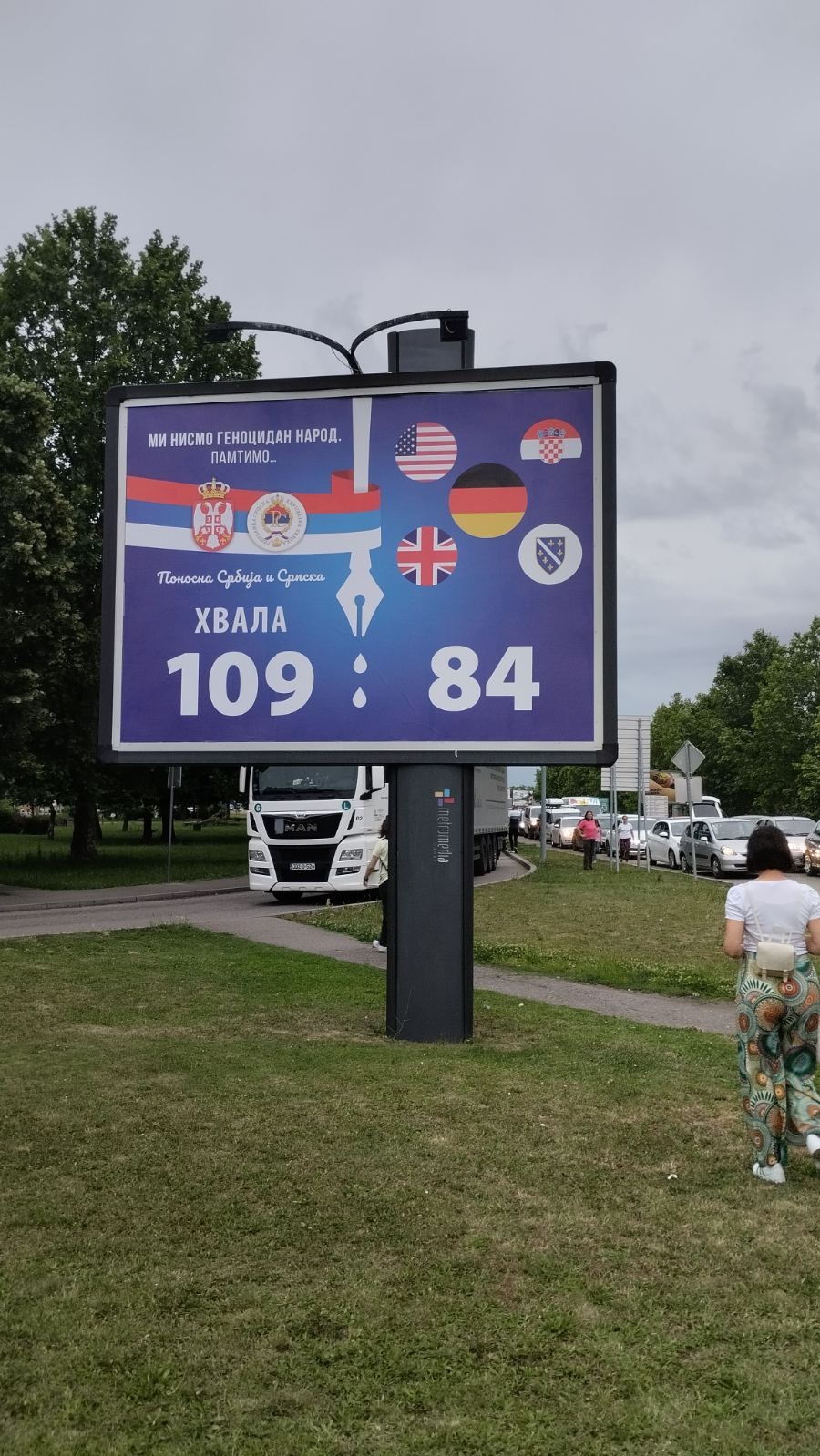
لوحة إعلانية صربية في جمهورية صرب البوسنة تشكر الدول الأعضاء في الأمم المتحدة التي رفضت الاعتراف بإبادة سربرينيتشا على أنها إبادة جماعية

إنكار الإبادة الجماعية هو محاولة إنكار أو تحجيم الحقائق المتعلقة بدرجة وشدة حدوث الإبادة الجماعية. يعرّف ريتشارد جي. هوفانيسيان الإنكار بأنه المرحلة الأخيرة من عملية الإبادة الجماعية ومحو ذكريات الضحية: «بعد الدمار الجسدي للبشر وإزالة ثقافتهم المادية، تصبح الذاكرة كل ما يتبقى، وتُستهدف باعتبارها الضحية الأخيرة: تتطلب الإبادة الكاملة للشعب محو الذكريات ومنع استرجاعها. يقلل التزوير والخداع وأنصاف الحقائق ما حدث بالفعل أو ربما يمحي حدوثها بالكامل». يُعتبر إنكار الإبادة الجماعية عادةً شكلًا من أشكال التحريف التاريخي غير المشروع. يعتمد التمييز بين المؤرخين الأكاديميين المحترمين ومحرفي التاريخ غير الشرعيين على التقنيات المستخدمة لكتابة مثل هذه التواريخ. تعد الدقة والمراجعة عنصرين أساسيين في الدراسات التاريخية. مثل أي تخصص أكاديمي، تخضع أوراق المؤرخين لمراجعة الأقران. لكن بدلًا من تقديم عملهم لمراجعة الأقران، يعيد المحرفون غير الشرعيون كتابة التاريخ لدعم أهداف، غالبًا سياسية، باستخدام عدد من التقنيات والمغالطات البلاغية للحصول على نتائجهم.
اقترحت المفوضية الأوروبية قانون مكافحة العنصرية على مستوى الاتحاد الأوروبي في عام 2001، الذي تضمن تجريم إنكار الإبادة الجماعية، لكن دول الاتحاد الأوروبي فشلت في تحقيق التوازن بين منع العنصرية وحرية التعبير. بعد ست سنوات من الجدل، توصلت دول الاتحاد الأوروبي إلى حل وسط في عام 2007 أعطى الدول حرية تنفيذ التشريعات بالطرق التي تراها مناسبة.

## التأثيرات
لإنكار الإبادة الجماعية تأثير هائل على كل من الضحايا والجناة. لا يؤثر الإنكار فقط على العلاقات والتسوية المحتملة بين الضحية والجاني، بل ويؤثر أيضًا على هوية المجموعة المعنية، ما يؤثر بشكل كبير على المجتمع الذي يعيشون فيه. رغم صعوبة عملية مواجهة الفظائع المرتكبة بسبب شعور الضحية بالإهانة من جديد لاسترجاعها ذكريات الماضي، فلها تأثير علاجي خفيف، ما يساعد المجتمع على تقبل أحداث الماضي. من وجهة نظر علاجية، تعد مواجهة الضحية للفظائع الماضية وذكرياتها المؤلمة إحدى طرق الوصول إلى حالة التقبل وفهم أن الضرر قد حدث في الماضي. من خلال إدراك حدوث الجرائم السابقة، يمكن معالجة الذكريات المرتبطة بها، «ما يؤدي في بعض الأحيان إلى تحسن شعور المتحدث وسوء شعور المستمع قليلًا». هذا يساعد أيضًا في ضم الذكريات إلى قضايا المجتمع المشتركة، وبالتالي تصبح أرضية مشتركة يمكن للمجتمع بناء مستقبله عليها. لرفض الإقرار أثر سلبي، إذ يؤدي إلى مزيد من الإيذاء للضحية التي لن تشعر بالظلم من قبل الجاني فحسب، بل وبالحرمان من الإقرار بالجرائم التي حدثت. هذا يعني أن للإنكار أيضًا دور جذري في تشكيل معايير المجتمع لأن إنكار الجرائم المرتكبة، وبالتالي عدم إدانة ومعاقبة الجناة، يولد خطورة تكرار أفعال مماثلة بعتبارها أمر طبيعي، ما يزيد من تقبل المجتمع للأحداث المستقبلية الإجرامية المماثلة.
جسد العلماء الجانب الأخير بتقديم مثال عن حالة جمهورية تركيا وكيف كان لإنكار الإبادة الجماعية للأرمن في الدولة التركية آثار بعيدة المدى على المجتمع التركي طوال تاريخه فيما يخص الأقليات العرقية، لا سيما الأكراد، والمعارضة السياسية بشكل عام.
الأمر نفسه ينطبق على فرنسا التي تصر حكوماتها المتعاقبة على التملص من مسؤوليتها تجاه كل المجازر المرتكبة في المرحلة الاستعمارية، وخصوصا في الجزائر، حيث لم يعتذر أي رئيس فرنسي عما حدث حتى الآن.
يؤثر الإنكار أيضًا على الصورة الذاتية للجناة عن طريق حذف الأفراد «الصالحين» بين صفوفهم. عدم وجود تمييز بين الـ«نحن» (الصالحون) والـ«آخرون» (المجرمون) قد يؤدي إلى نشوء تصور متمائل إلى حد ما للأمة المعنية، ما يجعل الضحية (بالإضافة إلى أطراف ثالثة) تضفي صفة الإجرام على المجتمع/الأمة بأسرها، بالتالي تقليل احتمالات التسوية المستقبلية.